# Reconnaissance de toucher
La reconnaissance de toucher (touch recognition en anglais) est apparue sur des dispositifs de pointage tels que les écrans tactiles des synthétiseurs.

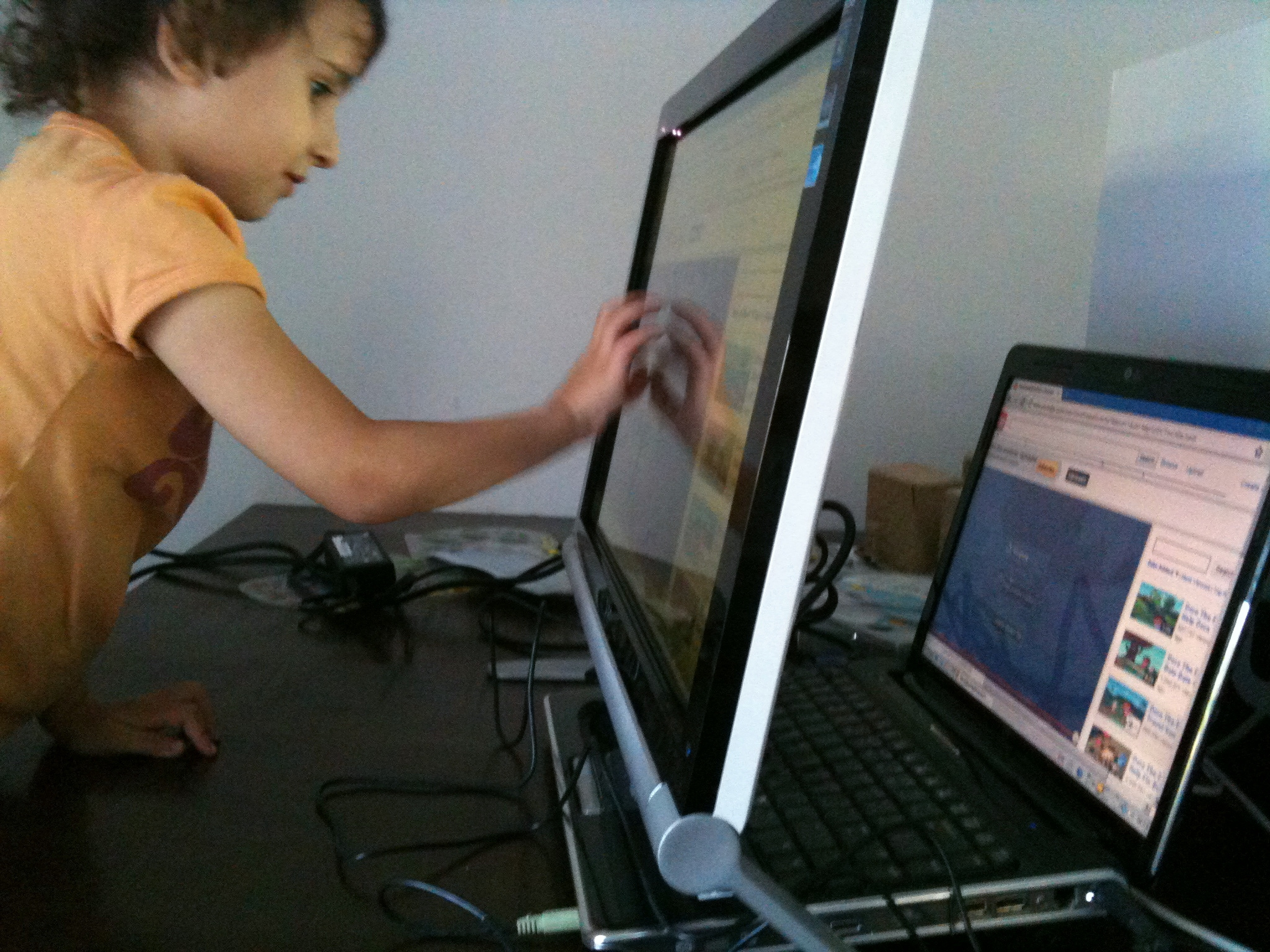
Utilisation d'un écran tactile.

## Description
Ce concept regroupe un ensemble de technologies permettant à l'interface de faire la différence par exemple entre un objet ponctuel, comme la pointe d'un stylet, un plus large, comme un doigt et un encore plus grand comme la paume de la main.
De cette façon, l'utilisateur peut passer respectivement de la fonction d'écriture, au mode souris et à l'effaceur sans avoir à reposer le stylet ou à aller pointer sur une barre d'outils.
Cette fonction permet donc un grand gain de temps en rendant les tableaux en étant dotés plus faciles à utiliser qu'un tableau noir ou blanc plus traditionnel.